# Wii Remote
Wii Remote,  còn được gọi một cách thông tục là Wiimote, là thiết bị điều khiển trò chơi chính của Wii - video game console tại nhà của Nintendo. Một khả năng thiết yếu của Wii Remote là nó có khả năng cảm biến chuyển động, cho phép người dùng tương tác với và vận dụng các vật trên màn hình thông qua nhận biết cử chỉ và trỏ, sử dụng gia tốc kế và công nghệ cảm biến quang học. Nó có thể mở rộng bằng cách thêm thiết bị đính kèm. Tệp đính kèm đi kèm với bảng điều khiển Wii là Nunchuk, bổ sung cho Wii Remote bằng cách cung cấp các chức năng tương tự như trong các bộ điều khiển gamepad. Một số thiết bị đính kèm khác bao gồm Classic Controller, Wii Zapper và Wii Wheel, ban đầu được sử dụng cho trò chơi video đua xe Mario Kart Wii.
Ngoài ra còn có một bánh xe F1 đi kèm với Trò chơi F1.
Wii Remote đã được tiết lộ tại cả E3 2005 và E3 2006 và Tokyo Game Show vào ngày 14 tháng 9 năm 2005, với tên "Wii Remote" được công bố vào ngày 27 tháng 4 năm 2006. Nó nhận được nhiều sự chú ý nhờ các tính năng độc đáo, không được hỗ trợ bởi các bộ điều khiển chơi game khác.
Thiết bị điều khiển kế nhiệm của Wii, Wii U, hỗ trợ Wii Remote và các thiết bị ngoại vi của nó trong các trò chơi không sử dụng các tính năng của Wii U GamePad. Wii Remote cuối cùng đã được thành công bởi bộ điều khiển Joy-Con tiên tiến hơn của Nintendo Switch.